# الحبيل (أفلح الشام)

تعديل مصدري - تعديل

الحبيل هي إحدى قرى عزلة بني حربي بمديرية أفلح الشام التابعة لمحافظة حجة، بلغ تعداد سكانها 377 نسمة حسب تعداد اليمن لعام 2004.